# رابرت نیوورت
رابرت نیوورت (انگلیسی: Robert Neuwirth) روزنامه‌نگار، پدیدآور و خبرنگار تحقیقی اهل ایالات متحده آمریکا است.

## تحصیلات و فعالیت
رابرت نیوورت تحصیلات فلسفه را در کالج گذراند. او به عنوان یک سازمانده جوامع شروع به فعالیت کرد.
به گفته رابرت در ۲۰۰۴ جمعیت افرادی که در سراسر جهان در خانه‌های تصرف شده زندگی می‌کنند بالغ بر یک میلیارد نفر بوده‌است. او برای سال ۲۰۵۰ این رقم را تا ۳ میلیارد تن نیز برآورد می‌کند. با این حال موضوع اشغال کمتر در مباحث آکادمیک و سیاست‌گذاری‌ها مطرح شده و به عنوان یک معضل، نارسایی اجتماعی یا جنبش اجتماعی مورد توجه و مفهوم‌سازی قرار نگرفته‌است.

## آثار
او کتابی از تجربیات خود در زمینه تصرف در جوامع روستایی در نایروبی، ریو دو ژانیرو، استانبول و بمبئی نوشت. مقالات او در نیویورک تایمز، واشینگتن پست، فوربز، نیشن و نیوزدی چاپ شده‌است. کتاب دوم نیوورت، «مخفی کردن ملل: رشد جهانی اقتصاد غیررسمی» در سال ۲۰۱۱ منتشر شد.